# Lijst van staten in het Heilige Roomse Rijk (R)
Dit is een lijst van staten in het Heilige Roomse Rijk die beginnen met de letter R.
| Naam      | Type         | Kreits | Bank | Gevormd                         | Noten |
| --------- | ------------ | ------ | ---- | ------------------------------- | --- |
| Ratzeburg | vorstendom   |        |      | 1648                            | |
| Rieneck   | graafschap   |        |      | 11e eeuw en tweede maal in 1673 | |
| Rietberg  | graafschap   |        |      | 1257                            | |
| Rostock   | heerlijkheid |        |      | 1234-1323                       | 1234: ontstaan na de eerste Mecklenburgse deling 1300: leen van Denemarken 1312: de stad Rostock veroverd door Mecklenburg 1314: mannelijke lijn uitgestorven; bij Denemarken 1323: verenigd met Mecklenburg |

A · B · C · D · E · F · G · H · I · J · K · L · M · N · O · P · Q · R · S · T · U · V · W · Z

vrije keizerlijke steden · keizerlijke abdijen